# MP-18
MP-18 — німецький пістолет-кулемет, кінця  Першої світової війни. Пістолет-кулемет МР-18 / 1 (Maschinenpistole18 / 1) спочатку був призначений для озброєння спеціальних штурмових загонів і поліції. Запатентований у грудні 1917 року конструктором Хуго Шмайсером, фінансову підтримку якому при розробці його нового пістолета-кулемета надавав Теодор Бергманн.

## Принцип дії

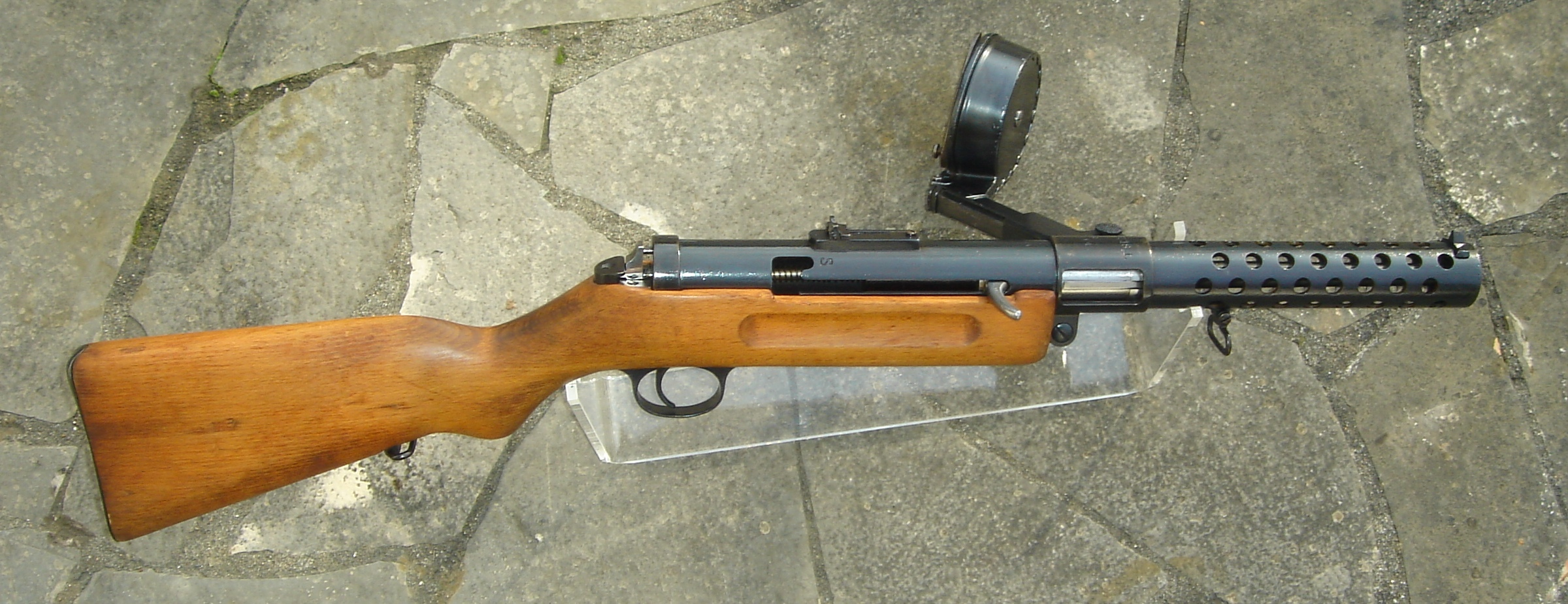
MP-18 з магазином барабанного типу

Автоматика в МР-18 / 1 працює за рахунок вільного затвора. Канал ствола при пострілі замикається підпружиненим затвором. Ствол повністю закритий круглим сталевим кожухом з вентиляційними отворами. Ударно-спусковий механізм ударникового типу, дозволяє ведення тільки автоматичного вогню. Запобіжника як окремої деталі немає, але рукоятка зведення затвора заводиться в проріз в ствольній коробці, де і фіксується, залишаючи затвор у відкритому положенні. Приймач магазина розташований з лівого боку.
Живлення патронами здійснювалося або з прямих коробчатих магазинів на 20 патронів, або з дискового магазина системи Леєр на 32 патрони від артилерійської моделі пістолета Люгер-Парабелум Р08. Використовувався магазин барабанного типу зразка ТМ-08 системи Блюма на 32 патрони, який кріпиться ліворуч у довгій горловині. Ідея цього магазина в удосконаленому вигляді використовувалася в магазинах для  пістолетів-кулеметів Томпсона, ППД-34/40, ППШ-41 та Suomi M/31 . Приціл відкритий, регульований. Регулювання прицільної дальності стрільби проводиться перекидним цілком на 100 або 200 метрів. Ложа і приклад пістолета — кулемета МР-18/1 дерев'яні, гвинтівкового типу.

## Модифікації

### Bergmann МР-20
Модифікація МР-18/I, що випускалася Swiss Industrial Company (SIG) на замовлення японської армії. Відрізняється від МР-18/I тим, що приймач магазина розташований знизу, а не ліворуч.

### Bergmann МР-28/II
Модифікація МР-18/1 з можливістю ведення одиночного й автоматичного вогню. Перевідник вогню розташований над прорізом спусковий скоби.

### Таллінн-Арсенал модифікація МР-18/I
Був розроблений в 1926 році естонською компанією з однойменною назвою. У 1927 році пістолет-кулемет Tallinn arsenal почав надходити на озброєння естонської армії і поліції, загальний випуск цього пістолета-кулемета склав близько 600 одиниць. У другій половині 1930-х років Естонський уряд продало практично всі пістолети-кулемети Tallinn arsenal приватному торговцю зброєю, і в результаті деяке їх число незабаром спливло в Іспанії, на полях тамтешньої Громадянської війни. Пістолет-кулемет Tallinn arsenal базувався на конструкції німецького пістолета-кулемета Bergmann / Schmeisser MP.18 / I, відрізняючись від нього перш за все використовуваним патроном, а також формою ложі і отворів в кожусі ствола.

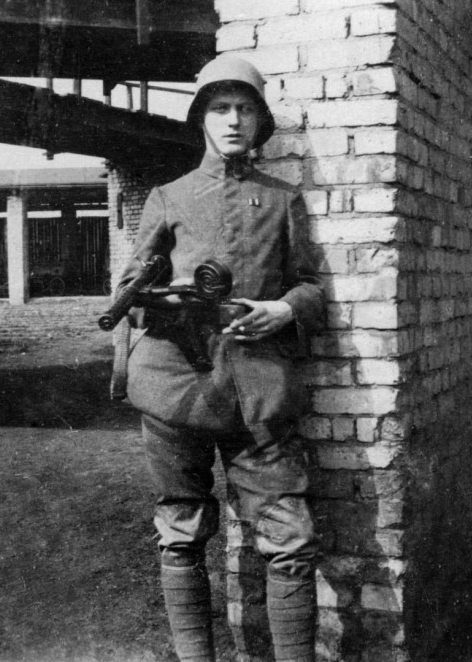
Німецький солдат, озброєний МР-18

## Історія
Після прийняття пістолета-кулемета на озброєння Німеччини в 1918 році, серійне виробництво МР-18/1 було налагоджено на заводі Waffenfabrik Theodor Bergmann. МР-18/1 були озброєні спеціальні штурмові загони, кожне відділення яких складалося з двох чоловік. Один з них озброювався МР-18/1, другий був озброєний гвинтівкою Mauser 98 і ніс запас патронів. Сумарний боєзапас такого відділення становив 2500 патронів 9×19 мм Парабелум.
Після поразки Німеччини в  Першій світовій війни, за умовами  Версальського договору від 11 листопада 1918 виробництво деяких видів озброєння в Німеччині було заборонено. У цей список потрапив і МР-18/1, але його виробляли до 1920 року як зброю для поліції, на виробництво якої не було таких істотних обмежень.
Після 1920 року виробництво МР-18/1 за ліцензією тривало в  Швейцарії, на заводі Swiss Industrial Company (SIG) в місті Нойгаузен.